# Међународни рачуноводствени стандард 2
МРС 2 - Залихе
Циљ овог стандарда је да пропише поступак рачуноводственог обухватања залиха у контексту система историјског трошка. Основно питање у рачуноводственом обухватању залиха је износ трошка који се признаје као средство и тако исказује све до признавања одговарајућих прихода.
Залихе су средства која се држе за продају у уобичајеном току пословања, која су у процесу производње за будућу продају или је то материјал или помоћно средство који се троше у процесу производње или приликом пружања услуга. Залихе обухватају робу која је набављена и држи се ради препродаје (роба код трговца), може бити земљиште за продају или готови производи намењени продаји, недовршени производи, као и основни и помоћни материјал који се користи у процесу производње.
Залихе се мере по набавној вредности или по цени коштања, односно по нето продајној вредности, ако је нижа. Набавну вредност или цену коштања залиха чине сви трошкови набавке, трошкови конверзије и други настали трошкови неопходни за довођење залиха на њихово садашње место и стање. Трошкови конверзије обухватају директно утрошену радну снагу по јединици производа, обухватају и додељивања фиксних и променљивих трошкова који настају приликом конверзије материјала у готове производе.
Фиксни режијски трошкови не зависе од обима производње, а то су: амортизација, одржавање фабричких зграда и опреме као и трошкови руковођења предузећем. Променљиви режијски трошкови зависе од промене обима производње. Други трошкови се укључују у набавну вредност и цену коштања залиха само у мери у којој су настали приликом довођења залиха на њихово садашње стање. У цену коштања залиха могу се укључити и непроизводни режијски трошкови или трошкови пројектовања производа за посебне купце.
Трошкови који се искључују из цене коштања залиха, а признају се као расходи у периоду у којем су настали су: неуобичајено велико расипање материјала, радне снаге, затим трошкови складиштења, осим фазног складиштења у производњи, режијски трошкови администрације који не утичу на довођење залиха на садашње стање и место и трошкови продаје.
Залихе се обрачунавају по ФИФО методи (прва улазна цена, једнака првој излазној) тако да ставке које остану на залихи на крају периода су по последњим набављеним ценама. По ЛИФО методи (последња улазна цена, једнака је првој излазној) претпоставка је да задње набављене залихе се прве продају тако да на крају периода остану оне залихе које су прве набављене или произведене. Према методи пондерисаног просека, цена коштања сваке ставке одређује се на основу пондерисаног просека цене коштања сличних ставки на почетку периода и цене коштања сличних ставки које су набављене или произведене током тог периода. Просек се може израчунавати периодично или приликом пријема сваке наредне пошиљке.